# Platychelus melanurus
Platychelus melanurus är en skalbaggsart som beskrevs av Hermann Burmeister 1844. Platychelus melanurus ingår i släktet Platychelus och familjen Melolonthidae. Inga underarter finns listade i Catalogue of Life.